# Vader Sergius
Vader Sergius (Russisch: Отец Сергий, Atets Serghi) is een kort verhaal van Lev Tolstoj dat postuum werd gepubliceerd in 1911.  Het verhaal gaat over een jonge, knappe man die het klooster ingaat. Na een leven als monnik, priester en kluizenaar, ontvlucht hij zijn kluis en gaat zwerven. Na de ontmoeting met een inmiddels oma geworden meisje, dat hij uit zijn jeugd kende, komt hij met zichzelf in het reine. Het begin van het verhaal speelt in de jaren omstreeks 1825-1840, aangezien de (jonge) tsaar Nikolaas I wordt genoemd.
Veel van Tolstojs romans en verhalen zijn relatief arm aan gebeurtenissen: de personages en niet hun daden staan in het middelpunt. Dat is ook het geval in Vader Sergius, al behoort de hoofdpersoon niet tot de normale, gezonde evenwichtige mensen die hij vaak uitbeeldde. Sergius wordt regelmatig gekweld door twijfels en innerlijke conflicten. Verder heeft het verhaal iets moraliserends, vooral aan het slot. 
Kasatskij, een jonge cadet, verliet de opleiding met goede mogelijkheden om als officier verder te komen. Hij is eerzuchtig, bewonderaar van tsaar Nikolaij Pavlovitsj en streeft ernaar om bij de hogere kringen te behoren. Strevend naar perfectie, stelt hij steeds een nieuw doel als het vorige is bereikt.
Minpunt is zijn gebrekkige zelfbeheersing. Hij verlooft zich uit liefde met Maria, bekend in de hogere kringen. Ook haar moeder is ingenomen met de partner van haar dochter. Kort voor het huwelijk biecht Maria hem op, dat ze in het verleden tsaar Nikolaij heeft bemind. Kasatskij maakt haar en haar moeder verwijten en vertrekt onmiddellijk, niet van plan nog te trouwen. 
Teleurgesteld, maar ook om blijk te geven dat hij erboven staat, besluit hij het klooster in te gaan. Na drie jaar wordt hij tot priester gewijd en krijgt de naam Sergius. Ook in het klooster wil hij alles zo goed mogelijk doen. Soms heeft hij enkele dagen een motivatieprobleem wat hij zich dan weer kwalijk neemt.
Na zeven jaar kwam er te veel sleur en gaat hij naar ander klooster, bij de hoofdstad. Hij kan het daar niet goed vinden met de abt. 
Eens kwam het na de mis tot een confrontatie toen de abt hem riep om een generaal die de mis had bezocht, te begroeten. Sergius liet blijken dat niet op prijs te stellen, maar ziet zich de volgende dag genoodzaakt, zich te verontschuldigen voor zijn optreden. Hij vraagt advies aan de starets van zijn vorige klooster. Deze zegt dat hij te trots is en kluizenaar moet worden. Sergius gaat naar het klooster Tambino, waar een kluizenaarsverblijf is vrijgekomen.
In zijn zesde jaar als kluizenaar maken 4 mannen en 4 vrouwen een sledetocht. Mevr. Makovkina gaat met een ander een weddenschap aan dat het haar zal lukken bij Sergius te worden binnengelaten. 
Sergius denkt in zijn kluis na over zijn twijfel en begeerte als de knappe Makovkina aanklopt. Hij laat haar na aarzeling binnen. Ze vertelt een smoes die hij doorziet. Ze tracht met hem in gesprek te komen. Sergius past zelfkastijding toe om de verleiding te weerstaan.
Makovkina wordt weer opgehaald door de anderen, is erg onder de indruk. Ze gaat het klooster in om non te worden, het verhaal doet de ronde en daardoor stijgen de roem en bekendheid van Sergius. Hij wordt benaderd om zieken te genezen, wat hij eerst niet wil maar daarna wel en met succes; uiteindelijk werd hij gezien als een starets. 
De grote aantallen mensen die hem bezoeken en zijn zegen of genezing willen, vermoeien hem flink, soms is hij de instorting nabij.
De dochter van een koopman wordt bij hem gebracht, ze is verstandelijk wat beperkt. Hij brengt er de nacht mee door. Uit schaamte vertrekt hij de volgende ochtend, vermomd in boerenkiel en met afgeknipte haren. Zwerft rond, concludeert dat er geen God is; denkt terug aan nichtje Pasja die als kind bij hen thuis kwam om te spelen maar werd gepest. In een droom vertelt een engel dat hij haar moet opzoeken.
Dat heeft hij gedaan. In een gesprek met haar realiseert hij zich dat de inmiddels oma geworden Pasja onbaatzuchtig heeft geleefd, en met haar schaarse middelen in het onderhoud voorziet van haar dochter en schoonzoon (die lijdt aan neurasthenie) en hun vijf kinderen. Hij merkt dat het onbaatzuchtige bij hem altijd heeft ontbroken. 
Na dit gesprek leefde hij weer een aantal maanden als een zwerver, tot hij werd opgepakt en wegens landloperij naar Siberië verbannen. In de laatste zin van het verhaal blijkt dat hij daar in praktijk probeert te brengen, wat hij van Pasja heeft geleerd. 

## Publicaties
Het verhaal is in het Nederlands bij verschillende uitgevers verschenen. Doorgaans wordt het gecombineerd met andere korte verhalen van Tolstoj als Waardoor de mensen leven (1881) en Twee oude mannen (1886). 
Er zijn drie verfilmingen gemaakt: 
- Vader Sergius, een Russische geluidloze film uit 1918
- Vader Sergius, eveneens Russisch (1978)
- Il sole anche di notte, Italiaans (1990)